# Paragraecia punctata
Paragraecia punctata är en insektsart som beskrevs av Sigfrid Ingrisch 1998. Paragraecia punctata ingår i släktet Paragraecia och familjen vårtbitare. Inga underarter finns listade i Catalogue of Life.